# Hermogenes (Architekt)
Hermogenes (altgriechisch Ἑρμογένης) war ein griechischer Architekt des Hellenismus, der namentlich durch Vitruv überliefert ist. Als Herkunftsort wird einerseits das karische Alabanda, in Berufung auf eine allerdings missverständliche Textstelle bei Vitruv (III 2, 6), andererseits Priene angenommen, da eine dort gefundenen Votivinschrift einen Architekten dieses Namens nennt. Der derzeit gängigen Forschungsmeinung folgend wirkte Hermogenes um die Wende zum 2. Jahrhundert v. Chr. (etwa 220 – 190 v. Chr.), allerdings wurde bis vor wenigen Jahrzehnten seine Tätigkeit oft in die zweite Hälfte des 2. Jahrhunderts v. Chr. datiert.
Hermogenes erfand laut Vitruv (Zehn Bücher über Architektur III 2, 6) den Pseudodipteros, den er als Architekt mit dem Artemistempel von Magnesia am Mäander verwirklichte. Vitruv (III 3, 8) zufolge entwickelte er außerdem Symmetrien und Proportionen des Eustylos, die er am Dionysostempels von Teos umsetzte. Über beide Bauwerke hatte Hermogenes theoretische Abhandlungen hinterlassen, deren Reflex bei Vitruv zu fassen ist (Vitruv VII praef. 12). Darüber hinaus wird seine Urheberschaft unter anderem für folgende Bauten vermutet: den Altar im Artemision von Magnesia, den Zeustempel auf der dortigen Agora sowie den Tempel des Apollon Smintheus in Chryse. An architektonischen Neuerungen innerhalb der kleinasiatischen Baukunst werden ihm die Einführung der attisch-ionischen Basis und des attisch-ionischen Frieses zugesprochen.